# جو النعسان

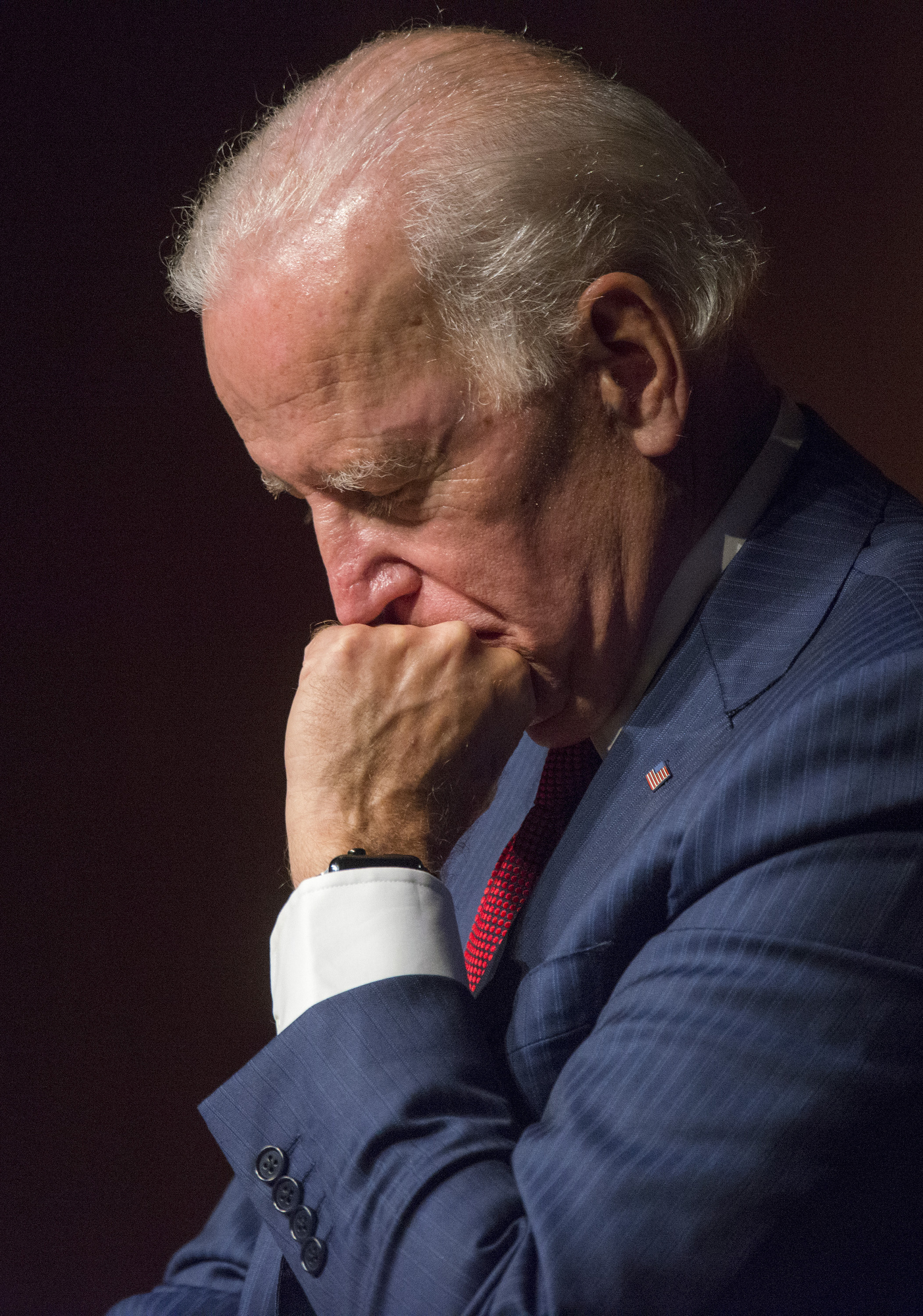
بايدن في عام 2017

جو النعسان هو لقبٌ لجو بايدن، الرئيس السادس والأربعين للولايات المتحدة، صاغه واستخدمه معارضو رئاسته، وأصبح ميمًا على الإنترنت. صاغه سلف بايدن وخليفته، دونالد ترامب، في عام 2019.

## تاريخ
في 25 أبريل 2019، غرّد الرئيس الأمريكي دونالد ترامب قائلاً: "مرحبًا بك في السباق، جو النعسان". ردّ بايدن بوصف ترامب بـ"المهرج".  خلال الانتخابات الرئاسية لعام 2020، بما في ذلك المناظرات النهائية للحملة، سخر ترامب من خصمه بايدن مرارًا وتكرارًا، واصفًا إياه بـ"جو النعسان". 
في يونيو 2020، ظهرت تقارير تفيد بأن ترامب سأل مستشاريه مؤخرًا عما إذا كان ينبغي عليه الاستمرار في لقبه الحالي لبايدن، "جو النعسان"، أو محاولة ابتكار لقب آخر، مثل "جو المستنقعي" أو "جو المخيف". ولوحظ أن ترامب غير مقتنع بأن "جو النعسان" "خطير" على وجه الخصوص، وقد وافق بعض مستشاريه على ذلك وحثوه على التوقف عن استخدام هذا اللقب. وفي إحدى التغريدات، ذكر ترامب لقبًا آخر لبايدن: "جو الفاسد". 
انتقد ترامب بايدن، قائلاً إنه "يمارس السياسة منذ 40 عامًا ولم يُحقق شيئًا"، واصفًا إياه بـ"الضعيف سياسيًا"، ومدعيًا أن ترامب قد فعل في ثلاث سنوات ونصف لصالح السود أكثر مما فعله بايدن في 43 عامًا. وفي تعزيزٍ لحربه على "الديمقراطيين اليساريين الراديكاليين"، استغل ترامب الدعوات الشعبية "لحماية الشرطة" ونسبها زورًا إلى "جو النعسان". كما زعم أن بايدن "لا يعرف أين هو أو ماذا يفعل"، و"إنه نائم"،  وأن بايدن عقد تجمعًا انتخابيًا "لم يحضره أحد تقريبًا". 

## قراءة إضافية
- Johnson, Tyler (15 Jun 2021). "Sleepy Joe? Recalling and Considering Donald Trump's Strategic Use of Nicknames". Journal of Political Marketing (بالإنجليزية). 20 (3–4): 302–316. DOI:10.1080/15377857.2021.1939572. S2CID:236232668. Archived from the original on 2024-12-31.
- Maly, Ico (2020). "The Army for Trump and Trump's war against Sleepy Joe". Diggit Magazine (بالإنجليزية). جامعة تيلبورغ. Archived from the original on 2025-01-21.
- Bond, Gary D.; Speller, Lassiter F.; Cockrell, Lauren L.; Webb, Katelynn G.; Sievers, Jaci L. (28 May 2022). "'Sleepy Joe' and 'Donald, King of Whoppers': Reality Monitoring and Verbal Deception in the 2020 U.S. Presidential Election Debates". Psychological Reports (بالإنجليزية). SAGE Publishing. 126 (6): 3090–3103. DOI:10.1177/00332941221105212. PMID:35634896. S2CID:249170739. Archived from the original on 2024-12-31.
- Alaghbary, Gibreel Sadeq (30 Dec 2020). "Looting leads to shooting: A pragma-dialectical analysis of President Trump's argumentative discourse on Floyd's death". Journal of Language and Linguistic Studies (بالإنجليزية). JLLS. 16 (4): 1854–1868. DOI:10.17263/jlls.851011. ISSN:1305-578X. S2CID:234374358.
- Anggraini, Rini; Sawirman, Sawirman; Marnita, Rina (Jan 2021). "The Structures of Trump's Political Discourse". Indonesian Journal of Language Teaching and Linguistics (بالإنجليزية). 6 (1): 55–72. DOI:10.30957/ijoltl.v6i1.650. Archived from the original on 2025-06-29.